# Huaedes variepictus
Huaedes variepictus is een muggensoort uit de familie van de steekmuggen (Culicidae). De wetenschappelijke naam van de soort is voor het eerst geldig gepubliceerd in 1946 door King & Hoogstraal.